# Zakaria Silini
Zakaria Silini (ur. 5 lipca 2003 – algierski piłkarz, występujący na pozycji napastnika w belgijskim klubie RFC Seraing.

## Kariera klubowa

### Początki
Zakaria Silini podstaw futbolu uczył się w belgijskim klubie St. Truiden.

### RFC Seraing
Zakaria Silini przeszedł do Royal Football Club Seraing w dniu 29 lipca 2021 roku. Podpisał swój pierwszy profesjonalny kontrakt z tym klubem we wrześniu 2022 roku.

## Kariera reprezentacyjna
Zakaria Silini jest reprezentantem Algierii, występował w drużynie do lat 20. 

## Życie osobiste
Posiada obywatelstwo Belgii, gdzie się urodził, jednak ma pochodzenie algierskie.